# Fakty i Mity
Fakty i Mity (z podtytułem: Tygodnik nieklerykalny) – polski tygodnik antyklerykalny wydawany od marca 2000 do 31 lipca 2020. Założycielem i długoletnim redaktorem naczelnym pisma był Roman Kotliński.

## Historia i działalność
Tygodnik został założony przez Romana Kotlińskiego, który do listopada 2016 pełnił w nim funkcję redaktora naczelnego.
Czasopismo ukazywało się od 10 marca 2000. Jego deklarowana działalność od początku skupiała się na "obnażaniu hipokryzji Kościoła katolickiego" oraz publikowaniu materiałów dotyczących przestępstw kryminalnych i obyczajowych popełnianych przez duchownych różnych wyznań (zwłaszcza księży katolickich). „FiM” drukowały także teksty publicystyczne, bieżące analizy sytuacji społecznej i politycznej, prześmiewcze ilustracje i komiksy. W 2001 tygodnik jako pierwszy ujawnił przypadki molestowania seksualnego przez arcybiskupa Juliusza Paetza.
Z inicjatywy czytelników „FiM“ w 2002 powołano lewicową Antyklerykalną Partię Postępu „Racja”. Działalność partii skupiała się głównie na kwestiach światopoglądowych: ugrupowanie opowiadało się za zbudowaniem państwa o sekularnym i neutralnym światopoglądowo obliczu oraz za pełnym rozdziałem Kościoła od państwa. Partia zakończyła działalność w 2013. Redaktor naczelny tygodnika wystartował w wyborach parlamentarnych w 2011, dostając się do parlamentu z listy Ruchu Palikota.
W październiku 2016 tygodnik wszedł w skład Związku Kontroli Dystrybucji Prasy. W styczniu 2018 redaktorem naczelnym „FiM” został Dariusz Cychol.
Z powodu nierentowności i systematycznego spadku liczby czytelników, „Fakty i Mity” przestały być wydawane. Ostatni numer wydany przez spółkę Błaja News ukazał się 31 lipca 2020. Tygodnik od kilku lat notował sukcesywny spadek odbiorców. Trudną sytuację pisma pogłębiła dodatkowo pandemia COVID-19, kiedy to od marca do czerwca pismo odnotowało rekordowo słabe wyniki sprzedaży od początku istnienia.
W lipcu 2020 z funkcji redaktora naczelnego tygodnika został zwolniony Dariusz Cychol, a jego miejsce zajęła Ewa Kotlińska, będąca prezesem Błaja News, spółki wydającej pismo, która nadzorowała jego likwidację. Natomiast prawa do  tytułu zostały wystawione na sprzedaż.

## Profil redakcyjny
Pismo miało charakter centrolewicowy i antyklerykalny. „Fakty i Mity“ były pozycją przeznaczoną – jak to określała redakcja – „dla humanistów i ludzi z wyzwolonym umysłem”. Autorzy krytycznym okiem patrzyli na działania Kościoła katolickiego i organizacji uchodzących za prawicowe.

## Zespół redakcyjny
Ostatnim redaktorem naczelnym pisma została w lipcu 2020 Ewa Kotlińska, żona założyciela tygodnika, Romana Kotlińskiego. Współpracownikami byli m.in.: Piotr Gadzinowski, prof. Joanna Senyszyn, Mariusz Agnosiewicz, Marek Barański, Anna Grodzka, Jan Hartman, Piotr Ikonowicz, Jerzy Sławomir Mac, Janusz Palikot, Andrzej Rodan, Piotr Tymochowicz, Marek Szenborn i Maria Szyszkowska.
W związku z aresztowaniem redaktora naczelnego Romana Kotlińskiego i skazaniem go na karę 10 lat bezwzględnego więzienia,  7 lipca 2016 dziennikarze tygodnika m.in. zastępca redaktora naczelnego Adam Cioch, sekretarz redakcji Paulina Arciszewska-Siek oraz reporterzy Oksana Hałatyn-Burda i Ariel Kowalczyk (Ariel Szenborn) odeszli z pracy w redakcji i założyli „Tygodnik Faktycznie”. W pierwszych numerach pisma ogłosili rezultaty rzekomego śledztwa dziennikarskiego w sprawie zarzutów wobec redaktora naczelnego. Wydawca zarzucił byłym dziennikarzom pisma nielojalność, uszkodzenie sprzętu i zniesławienie Romana Kotlińskiego, zapowiadając, że „Fakty i Mity” nadal będą się ukazywać. 25 listopada 2017 „Tygodnik Faktycznie” zakończył działalność, a jego wydawca ogłosił upadłość.

## Stałe rubryki
Stałymi rubrykami „FiM“ były „Piąta kolumna”, „Co tam, panie w Watykanie”, „Czarne wersety“, „Heretykon“ i „Okiem biblisty“.

## „Fakty po Mitach”
We wrześniu 2020 roku grupa byłych dziennikarzy tygodnika „Fakty i Mity”, założyła tygodnik „Fakty po Mitach”.